# Intermarché-Wanty-Gobert Matériaux/2021
Deze pagina geeft een overzicht van de Intermarché-Wanty-Gobert Matériaux-wielerploeg in 2021.

## Algemeen
Algemeen Manager: Jean Francois Bourlart
Technisch directeur: Hilaire Van der Schueren
Ploegleiders: Frédéric Amorison, Steven De Neef, Valerio Piva, Jean-Marc Rossignon, Frederik Veuchelen, Aike Visbeek, Bart Wellens
Fietsen: CUBE

## Renners
| Naam                 | Geboortedatum | Nationaliteit | Ploeg 2020                 |
| -------------------- | ------------- | ------------- | -------------------------- |
| Jan Bakelants        | 14-02-1986    | België        |                            |
| Jérémy Bellicaud     | 08-06-1998    | Frankrijk     |                            |
| Aimé De Gendt        | 17-06-1994    | België        |                            |
| Jasper De Plus       | 11-06-1997    | België        |                            |
| Ludwig De Winter     | 31-12-1992    | België        |                            |
| Théo Delacroix       | 21-02-1999    | Frankrijk     |                            |
| Tom Devriendt        | 29-10-1991    | België        |                            |
| Odd Christian Eiking | 28-12-1994    | Noorwegen     |                            |
| Alexander Evans      | 28-01-1997    | Australië     |                            |
| Biniam Girmay*       | 02-04-2000    | Eritrea       | DELKO                      |
| Quinten Hermans      | 29-07-1995    | België        |                            |
| Jan Hirt             | 21-01-1991    | Tsjechië      | CCC Team                   |
| Taco van der Hoorn   | 12-04-1993    | Nederland     | Team Jumbo-Visma           |
| Corné van Kessel     | 07-08-1991    | Nederland     |                            |
| Jonas Koch           | 25-06-1993    | Duitsland     | CCC Team                   |
| Wesley Kreder        | 04-11-1990    | Nederland     |                            |
| Maurits Lammertink   | 31-08-1990    | Nederland     |                            |
| Louis Meintjes       | 21-02-1992    | Zuid-Afrika   | NTT Pro Cycling            |
| Riccardo Minali      | 19-04-1995    | Italië        | NIPPO DELKO One Provence   |
| Andrea Pasqualon     | 02-01-1988    | Italië        |                            |
| Simone Petilli       | 04-05-1993    | Italië        |                            |
| Baptiste Planckaert  | 28-09-1988    | België        | Bingoal-Wallonie Bruxelles |
| Boy van Poppel       | 18-01-1988    | Nederland     |                            |
| Danny van Poppel     | 26-07-1993    | Nederland     |                            |
| Lorenzo Rota         | 23-05-1995    | Italië        | Vini Zabù-KTM              |
| Rein Taaramäe        | 24-04-1987    | Estland       | Total Direct Energie       |
| Kevin Van Melsen     | 01-04-1987    | België        |                            |
| Pieter Vanspeybrouck | 10-02-1987    | België        |                            |
| Loïc Vliegen         | 20-12-1993    | België        |                            |
| Georg Zimmermann     | 11-10-1997    | Duitsland     | CCC Team                   |

* per 1 augustus

### Vertrokken
| Naam             | Geboortedatum | Nationaliteit | Ploeg 2021                 |
| ---------------- | ------------- | ------------- | -------------------------- |
| Alfdan De Decker | 09-09-1996    | België        | Tarteletto-Isorex          |
| Thomas Degand    | 13-05-1986    | België        | onbekend                   |
| Fabien Doubey    | 21-10-1993    | Frankrijk     | Total Direct Energie       |
| Timothy Dupont   | 01-11-1987    | België        | Bingoal-Wallonie Bruxelles |
| Xandro Meurisse  | 31-01-1992    | België        | Alpecin-Fenix              |
| Yoann Offredo    | 12-11-1986    | Frankrijk     | gestopt                    |

## Overwinningen
| Nationale kampioenschappen wielrennen Estland - tijdrit: Rein Taaramäe Ronde van Italië 3e etappe: Taco van der Hoorn Ronde van de Ain 2e etappe: Georg Zimmermann Ronde van Polen Tussensprintklassement: Taco van der Hoorn Ronde van Spanje 3e etappe: Rein Taaramäe Egmont Cycling Race Danny van Poppel | Benelux Tour 3e etappe: Taco van der Hoorn Classic Grand Besançon Doubs Biniam Girmay Omloop van het Houtland Taco van der Hoorn Binche-Chimay-Binche Danny van Poppel |  |

2008 · 2009 · 2010 · 2011 · 2012 · 2013 · 2014 · 2015 · 2016 · 2017 · 2018 · 2019 · 2020 · 2021 · 2022 · 2023 · 2024 · 2025
AG2R-Citroën · Astana-Premier Tech · Bahrain-Victorious · BORA-hansgrohe · Cofidis, Solutions Crédits · Deceuninck–Quick-Step · EF Education-Nippo · Groupama-FDJ · INEOS Grenadiers · Intermarché-Wanty-Gobert Matériaux · Israel Start-Up Nation · Lotto Soudal · Movistar Team · Team BikeExchange · Team DSM · Team Jumbo-Visma · Team Qhubeka NextHash · Trek-Segafredo · UAE Team Emirates